# Перегузня (срібна монета)
«Перегу́зня» — срібна пам'ятна монета номіналом 10 гривень, випущена Національним банком України. Присвячена рідкісному виду хижих ссавців родини Куницевих — Перегузні звичайній, зникаючому виду, включеному до Червоної книги України. Перегузня — хижак фауни нашої країни, що має строкате забарвлення. В Україні поширена на території Запорізької, Донецької та Луганської областей. Живе в цілинних степах, у норах, на поверхню вилазить рідко — вночі або в сутінки.
Монету введено в обіг 1 червня 2017 року. Вона належить до серії «Флора і фауна».

## Опис монети та характеристики
| Номінал грн. | Метал            | Маса, грам   | Діаметр, мм. | Якість виготовлення | Гурт                           | Тираж, штук |
| ------------ | ---------------- | ------------ | ------------ | ------------------- | ------------------------------ | ----------- |
| 10           | срібло 925 проби | 31,1 / 33,62 | 38,61        | пруф                | гладкий із заглибленим написом | 3 000       |

### Аверс
На аверсі монети в обрамленні вінка, утвореного із зображень окремих видів флори і фауни, розміщено малий Державний Герб України та написи: «УКРАЇНА/10/ГРИВЕНЬ/2017».

### Реверс
На реверсі монети зображено зозулині черевички справжні та розміщено написи півколом: «ЗОЗУЛИНІ ЧЕРЕВИЧКИ СПРАВЖНІ» (угорі), «CYPRIPEDIUM CALCEOLUS L.» (унизу).

## Автори

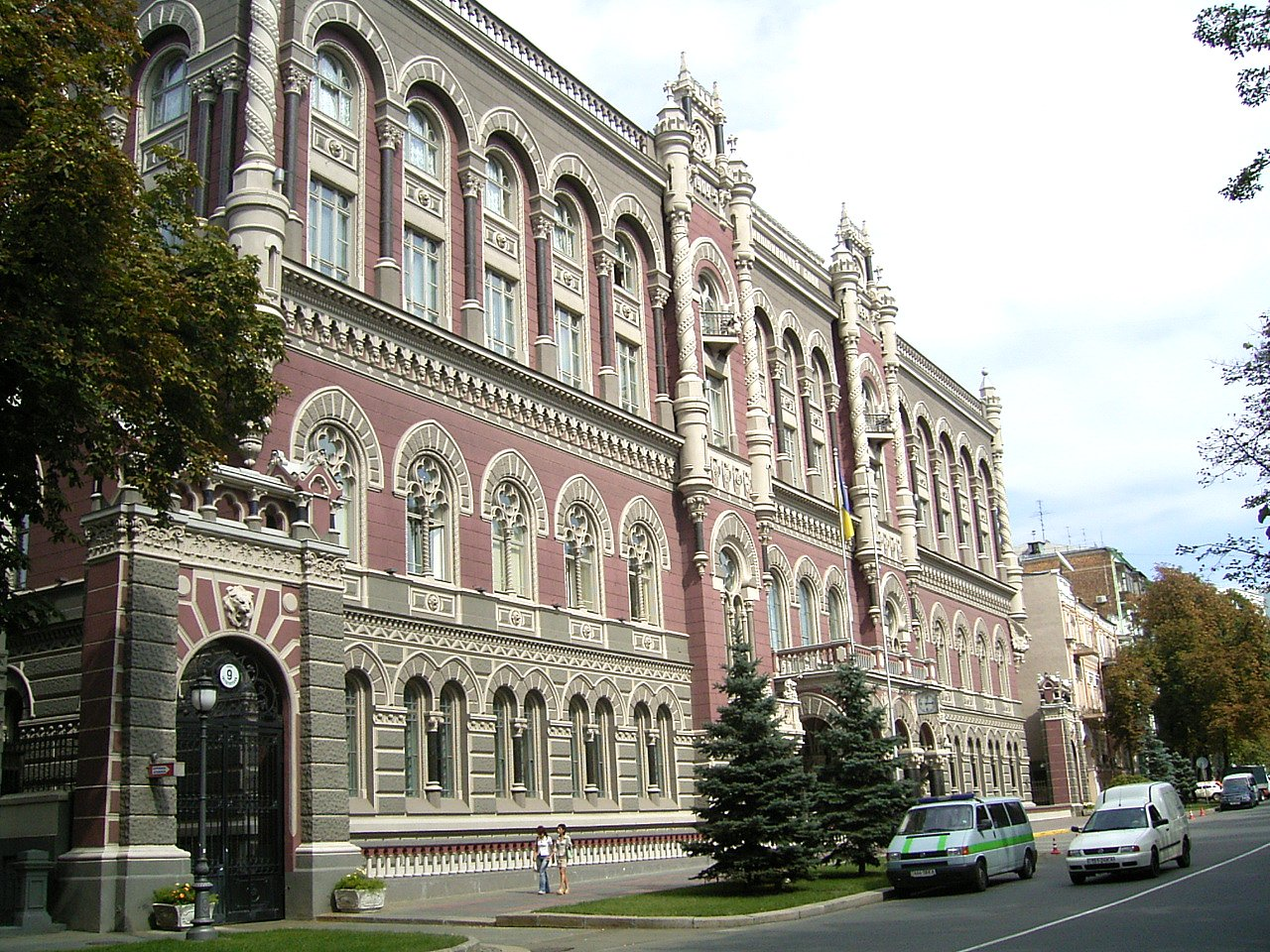
Будівля Національного банку України

- Художники: Дем'яненко Володимир, Фандікова Наталія.
- Скульптори: Дем'яненко Володимир, Іваненко Святослав.

## Вартість монети
Під час введення монети в обіг 2017 року, Національний банк України реалізовував монету через свої філії за ціною 982 гривні.
Фактична приблизна вартість монети з роками змінювалася так:
| Рік        | 2018  | 2019  | 2020  | 2021  | 2022  | 2023  | 2024  | 2025  |
| ---------- | ----- | ----- | ----- | ----- | ----- | ----- | ----- | ----- |
| Ціна, грн. | 1 150 | 1 100 | 1 100 | 1 500 | 1 700 | 2 850 | 4 800 | 4 900 |